# حلوه (میرآباد)
حلوه، روستایی در دهستان ملکاری غربی بخش زاب شهرستان میرآباد در استان آذربایجان غربی ایران است.

## جمعیت
بر پایه سرشماری عمومی نفوس و مسکن در سال ۱۳۹۵، جمعیت این روستا برابر با ۳۱۸ نفر (۷۸ خانوار) بوده‌است.